# حناییان
حناییان (نام علمی: Lythraceae) تیره‌ای از موردسانان علفی چندساله یا درختچه‌ای هستند با حدود ۳۱ سرده و حدود ۶۲۰ گونه که اغلب در نواحی گرمسیری پراکنده هستند و در آمریکای جنوبی و آفریقا تنوع زیادی دارند.

## نگارخانه

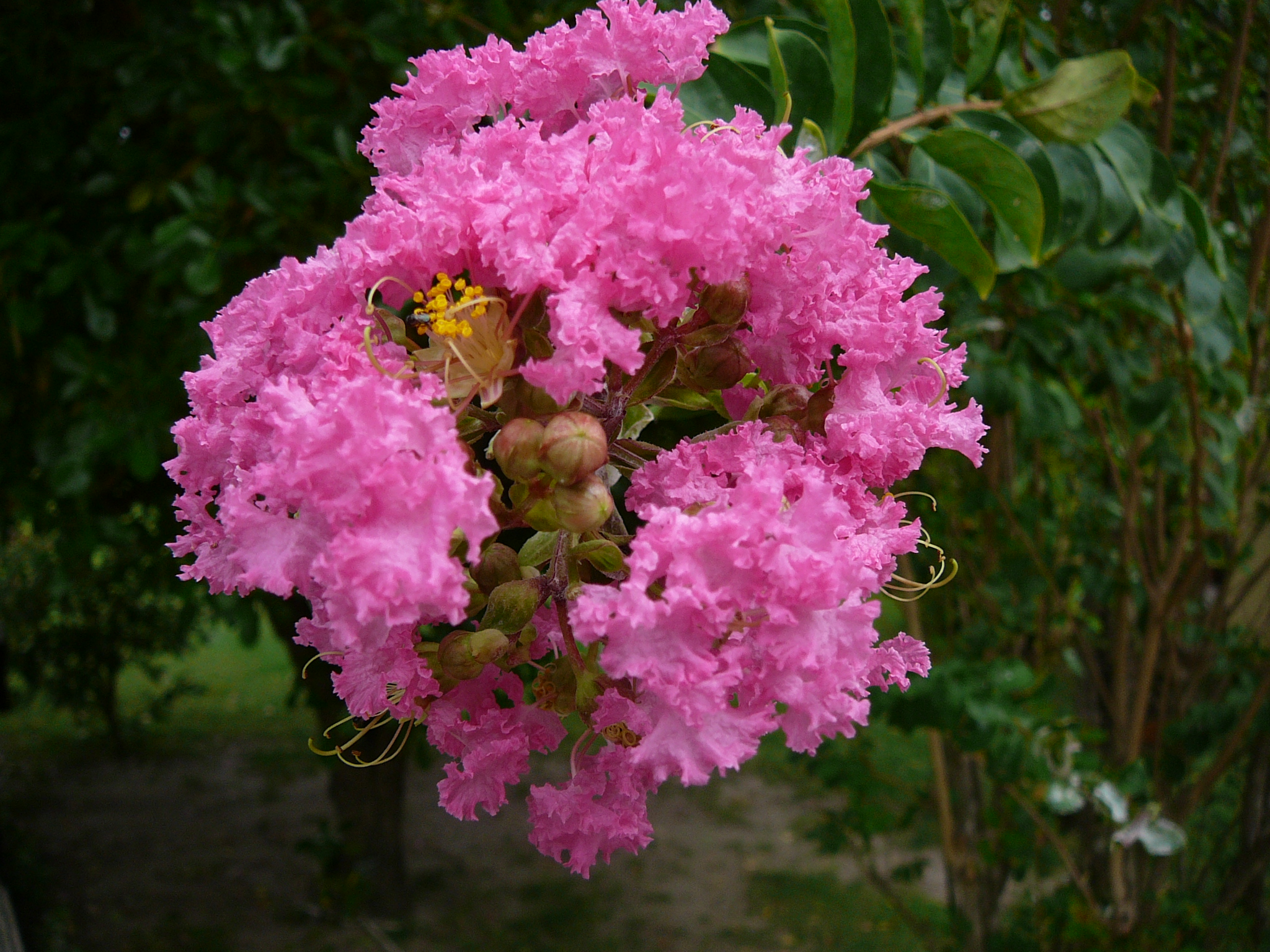
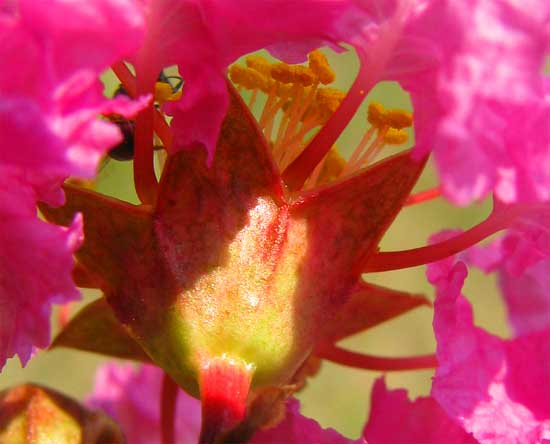
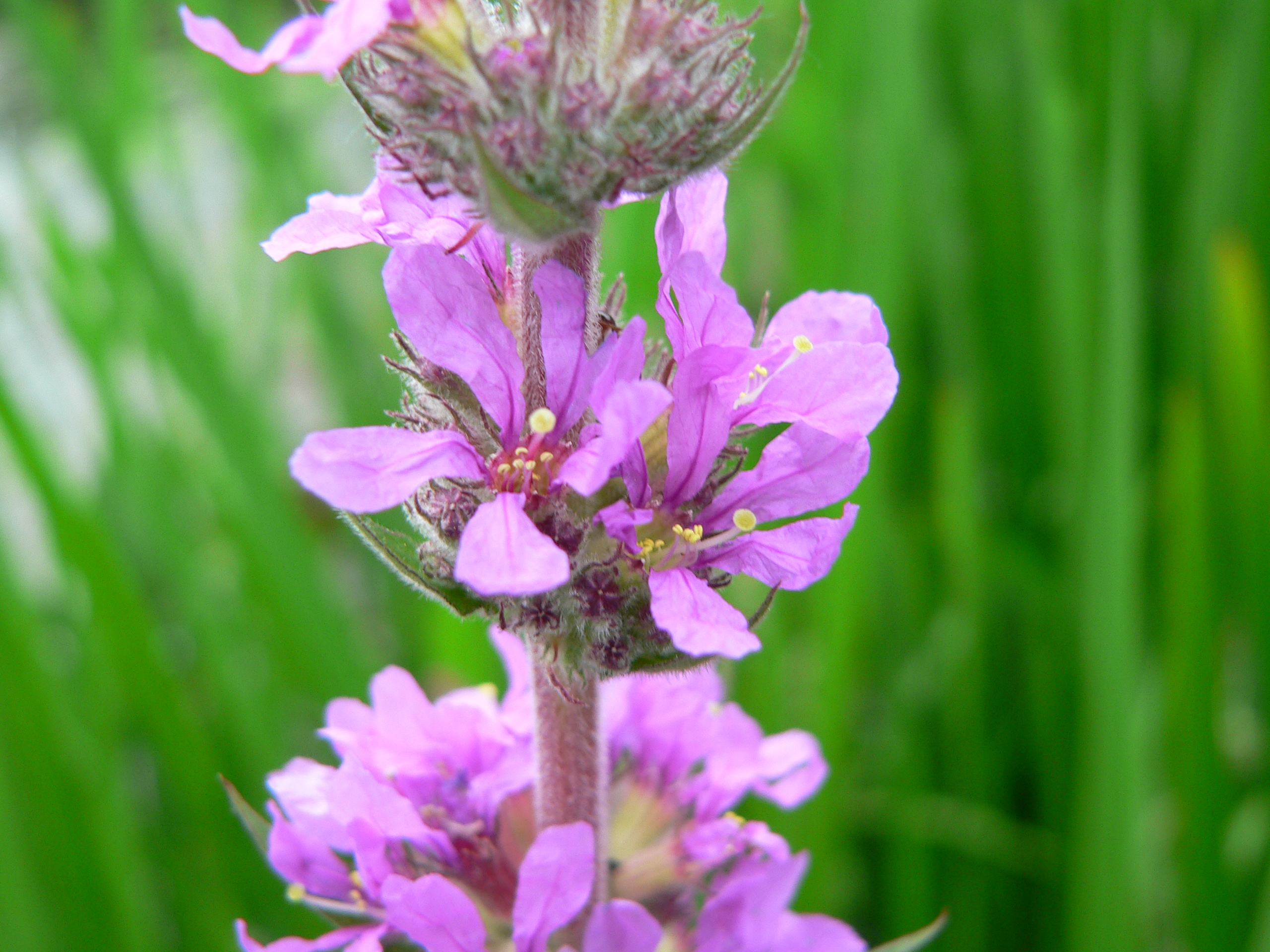
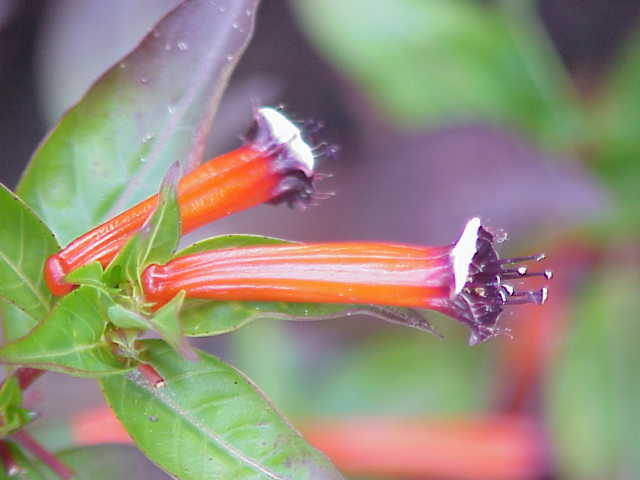
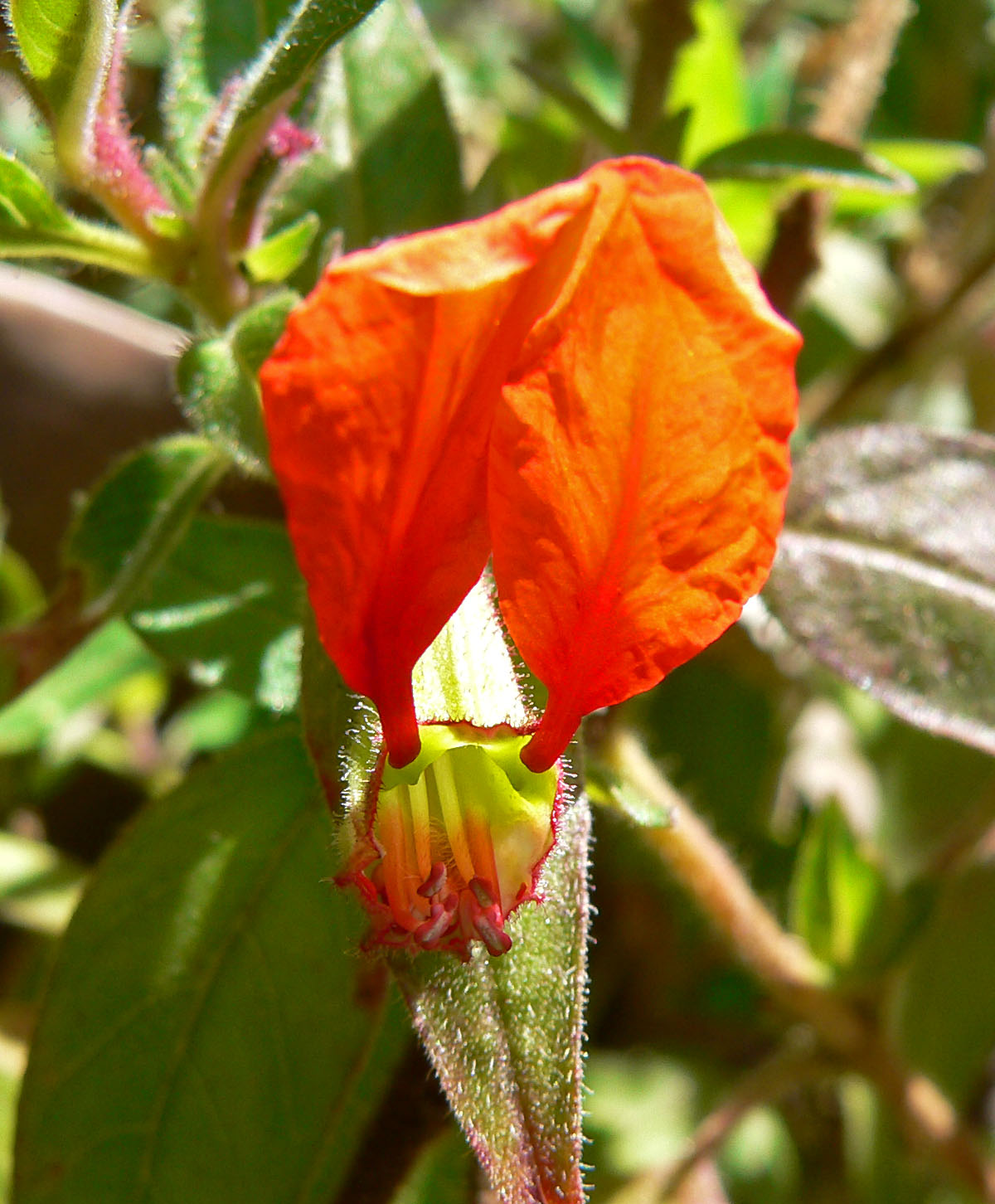
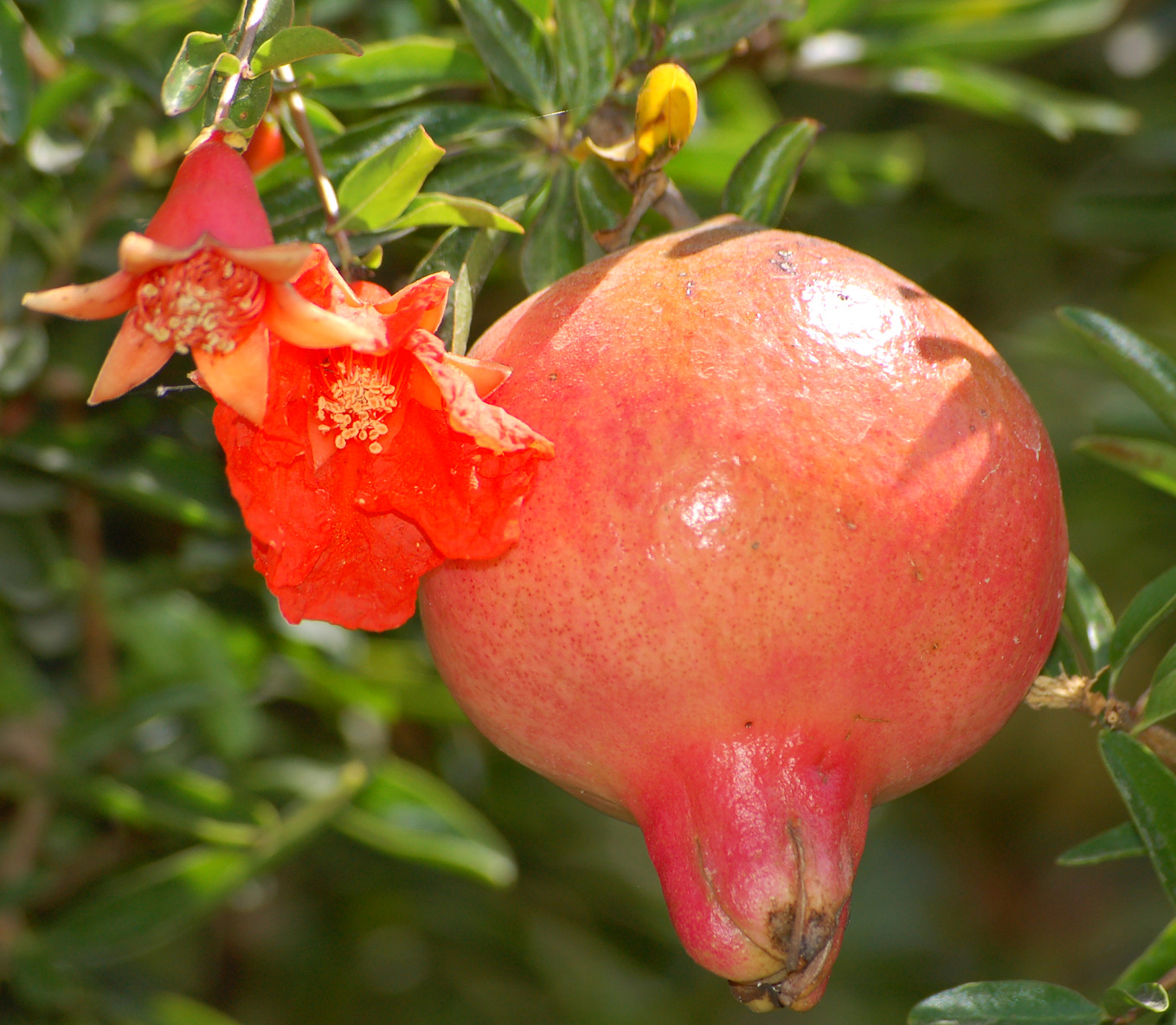
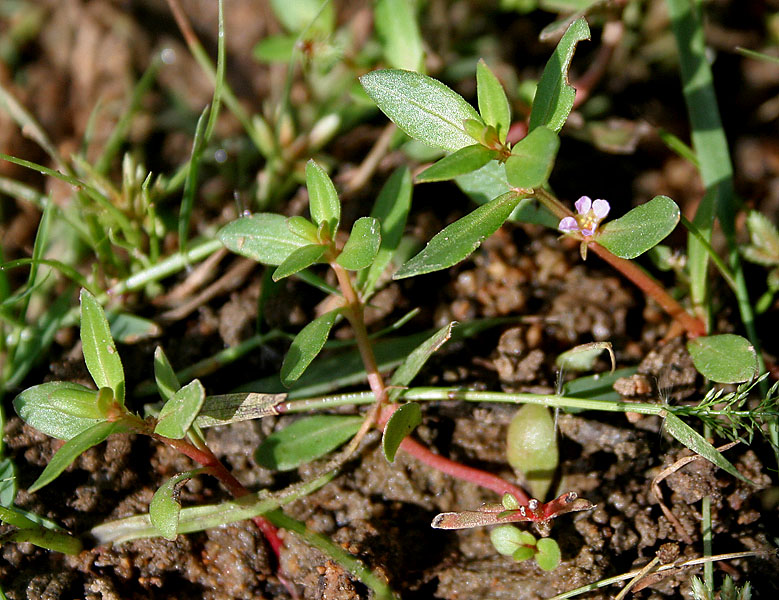